# Масиэл, Марку
Ма́рку Анто́ниу ди Оливе́йра Ма́сиэл (порт. Marco Antônio de Oliveira Maciel; 21 июля 1940, Ресифи, Пернамбуку, Бразилия — 12 июня 2021) — бразильский государственный и политический деятель, юрист, профессор права, вице-президент Бразилии в 1995—2003 годах.

## Биография
Марку Масиэл окончил Юридический факультет университета Пернамбуку. В 1966 году вступил в ряды правящей партии Альянс национального возрождения и был избран депутатом законодательной ассамблеи штата Пернамбуку.
В 1970 году Масиэла избрали в Палату депутатов Бразилии. В 1977—1979 годах Масиэл занимал должность спикера Палаты депутатов.
С 15 марта 1979 по 15 мая 1982 года Масиэл был губернатором Пернамбуку, затем сенатором от своего штата (1983—1994). В 1985 году Масиэл стал одним из основателей Партии либерального фронта, выдвинувшей на пост президента Танкреду Невиса.
В 1985—1986 годы работал министром образования Бразилии, в 1986 году был назначен на должность главы администрации президента.
В 1987 году Масиэл был избран председателем Партии либерального фронта. В 1994 году партия выдвинула кандидатуру Масиэла на пост вице-президента Бразилии вместе с кандидатом в президенты Фернанду Энрике Кардозу. На состоявшихся 2 октября выборах Кардозу и Масиэл одержали победу. 4 октября 1998 года Марку Масиэл и Фернанду Кардозу были переизбраны на второй срок.
После окончания вице-президентских полномочий Масиэл вернулся в Сенат и с 1 февраля 2003 по 31 января 2011 года представлял в нём штат Пернамбуку.
Скончался 12 июня 2021 года от полиорганной недостаточности из-за осложнений после COVID-19.